# Naoya Wada
Pour les articles homonymes, voir Wada.
Naoya Wada (和田 直也, Wada Naoya), né à Kitakyushu le 6 juin 1986, est un compositeur et arrangeur musical japonais de musique classique de la période contemporaine.

## Biographie
Né à Kitakyushu en 1986, Naoya Wada a appris le piano par lui-même à l'âge de onze ans et a composé sa première pièce d'orchestre à l'âge de quinze ans. Il reçoit un diplôme en 2009 de la Toho College of Music (en) où il a été élève de Jun Nagao (en). Ses pièces ont été jouées dans plusieurs pays et ont été enregistrés sur les DVDs d'orchestres des États-Unis, du Japon, de l'Allemagne, ou encore de la Belgique. Il a aussi reçu en 2009 le 42e Prix Culturel de Kitakyushu pour l'ensemble de son œuvre.

## Compositions

### Orchestres de concert
| Titre                                                  | Niveau | Durée      | Éditeur                         | Description                     |
| ------------------------------------------------------ | ------ | ---------- | ------------------------------- | ------------------------------- |
| 10W-60                                                 | 4      | 9 min 08 s | Beriato Music / Hal Leonard MGB |                                 |
| Amber Moon                                             | 2.5    | 4 min 30 s | Grand Mesa Music                |                                 |
| Anjin: Blue Eyed Samurai                               | 3      | 7 min 00 s | Hafabra Music                   |                                 |
| As Spring Arrives                                      | 3.5    | 7 min 52 s | C. L. Barnhouse                 |                                 |
| As The Dawn Breaks                                     | 2      | 2 min 26 s | C. L. Barnhouse                 |                                 |
| Axis                                                   | 3      | 2 min 50 s | Beriato Music / Hal Leonard MGB |                                 |
| Bravissimo!                                            | 3      | 2 min 50 s | Beriato Music / Hal Leonard MGB |                                 |
| Call to Freedom                                        | 1.5    | 1 min 30 s | Grand Mesa Music                |                                 |
| Days Remembered                                        | 3      | 4 min 30 s | Molenaar Edition                |                                 |
| Eternal Promise                                        | 3      | 3 min 00 s | Molenaar Edition                |                                 |
| The Explorers of Orion                                 | 2.5    | 4 min 15 s | C. L. Barnhouse                 |                                 |
| Exultate                                               | 3      | 3 min 36 s | Beriato Music / Hal Leonard MGB |                                 |
| Fanfare and Festive Hymn                               | 0.5    | 2 min 05 s | Eighth Note Publications        |                                 |
| Fanfare and Jubilation                                 | 3      | 4 min 56 s | Beriato Music / Hal Leonard MGB |                                 |
| Festiva Jubiloso                                       | 3      | 6 min 30 s | Molenaar Edition                |                                 |
| Homeward Voyage                                        | 3      | 6 min 10 s | Beriato Music / Hal Leonard MGB |                                 |
| Let It Shine Like a Star                               | 3.5    | 6 min 30 s | Eighth Note Publications        |                                 |
| Liberty Fanfare                                        | 4      | 5 min 24 s | TRN Music                       |                                 |
| Lights in the Mirror                                   | 4      | 8 min 00 s | Molenaar Edition                |                                 |
| Line of Ants                                           | 1      | 1 min 20 s | TRN Music                       |                                 |
| Medieval Hymn Variations -In Praise of Guido d'Arezzo- | 4      | 7 min 50 s | Molenaar Edition                |                                 |
| A New Day Dawning                                      | 2      | 3 min 50 s | Eighth Note Publications        |                                 |
| On Wings of Magic                                      | 3      | 5 min 59 s | C. L. Barnhouse                 |                                 |
| Pacifica                                               | 2.5    | 2 min 46 s | C. L. Barnhouse                 |                                 |
| The Promise of Hope                                    | 2      | 1 min 50 s | C. L. Barnhouse                 |                                 |
| Rejoice!                                               | 3.5    | 6 min 57 s | Beriato Music / Hal Leonard MGB |                                 |
| Remembrance                                            | 2.5    | 5 min 50 s | TRN Music                       |                                 |
| Soaring                                                | 3.5    | 6 min 25 s | Grand Mesa Music                |                                 |
| The Sounds of Spring                                   | 3      | 2 min 44 s | Grand Mesa Music                | Collaboration avec Shizuka Sato |
| Spirals of Light                                       | 3.5    | 3 min 05 s | Beriato Music / Hal Leonard MGB |                                 |
| Starry Heavens                                         | 3      | 5 min 14 s | Grand Mesa Music                |                                 |
| Star Trails                                            | 1.5    | 3 min 30 s | Eighth Note Publications        |                                 |
| Tales of a Distant Star                                | 2.5    | 4 min 30 s | Hafabra Music                   |                                 |
| Toward the Bright Future                               | 3      | 6 min 48 s | Beriato Music / Hal Leonard MGB |                                 |
| Voyage into the Blue                                   | 3.5    | 8 min 45 s | Beriato Music / Hal Leonard MGB |                                 |
| Wind Capsule                                           | 3      | 3 min 36 s | Beriato Music / Hal Leonard MGB |                                 |
| Weekend in the City                                    | 3.5    | 8 min 50 s | Molenaar Edition                |                                 |
| Wind on the Hill                                       | 3      | 5 min 27 s | Molenaar Edition                |                                 |

### Fanfares
| Titre                | Niveau | Durée      | Éditeur          | Description |
| -------------------- | ------ | ---------- | ---------------- | ----------- |
| Days Remembered      | 3      | 4 min 30 s | Molenaar Edition |             |
| Eternal Promise      | 3      | 3 min 00 s | Molenaar Edition |             |
| Festiva Jubiloso     | 3      | 6 min 30 s | Molenaar Edition |             |
| Lights in the Mirror | 4      | 8 min 00 s | Molenaar Edition |             |
| Weekend in the City  | 3.5    | 8 min 50 s | Molenaar Edition |             |
| Winds on the Hill    | 3      | 5 min 27 s | Molenaar Edition |             |

### Flex Bands
| Titre                        | Niveau | Durée      | Éditeur                   | Description |
| ---------------------------- | ------ | ---------- | ------------------------- | ----------- |
| Flower Crown                 | 2.5    | 5 min 01 s | Brain Music / Bravo Music |             |
| Latte Macchiato              | 3      | 4 min 30 s | Molenaar Edition          |             |
| In Seizing the Distant light | 3      | 6 min 11 s | Brain Music / Bravo Music |             |
| The Wind Blows Where It Will | 2.5    | 7 min 00 s | Brain Music / Bravo Music |             |

### Orchestres d'instruments à cordes
| Titre       | Niveau | Durée      | Éditeur   | Description |
| ----------- | ------ | ---------- | --------- | ----------- |
| Remembrance | 2.5    | 5 min 50 s | TRN Music |             |

### Orchestres d'ensemble
| Titre                           | Niveau | Durée      | Éditeur      | Description |  |
| ------------------------------- | ------ | ---------- | ------------ | ----------- |  |
| Prelude, Ballad and Celebration | 4      | 4 min 10 s | Brass Sextet | TRN Music   |  |

## Arrangements musicaux

### Orchestres de concert
| Titre              | Compositeur             | Niveau | Durée       | Éditeur                  | Description |
| ------------------ | ----------------------- | ------ | ----------- | ------------------------ | ----------- |
| Capriol Suite      | Peter Warlock           | 3.5    | 9 min 44 s  | Molenaar Edition         |             |
| Civic Fanfare      | Edward Elgar            | 4      | 1 min 23 s  | TRN Music                |             |
| Cuban Overture     | George Gershwin         | 6      | 9 min 30 s  | Tierolff                 |             |
| Kimigayo March     | Kozo Yoshimoto          | 2.5    | 3 min 00 s  | TRN Music                |             |
| Rhapsody in Blue   | George Gershwin         | 5      | 17 min 00 s | Molenaar Edition         |             |
| The Soarting Eagle | John N. Klohr           | 3      | 2 min 20 s  | TRN Music                |             |
| Three Preludes     | George Gershwin         | 5      | 6 min 00 s  | Molenaar Edition         |             |
| Trombone Concerto  | Nikolai Rimsky-Korsakov | 4      | 7 min 10 s  | Eighth Note Publications |             |
| Warship March      | Tokichi Setoguchi       | 3      | 3 min 00 s  | TRN Music                |             |

### Flex Bands
| Titre           | Compositeur     | Niveau | Durée      | Éditeur                         | Description |
| --------------- | --------------- | ------ | ---------- | ------------------------------- | ----------- |
| Londonderry Air | Traditional     | 3      | 3 min 36 s | Brain Music / Bravo Music       |             |
| March Majestic  | Scott Joplin    | 3      | 2 min 40 s | Molenaar Edition                |             |
| Over the Waves  | Juventino Rosas | 2.5    | 4 min 23 s | Beriato Music / Hal Leonard MGB |             |